# مکارود (کوهستان)
مکارود، روستایی است از توابع بخش مرزن‌آباد شهرستان چالوس در استان مازندران ایران.

## جمعیت
این روستا در دهستان کوهستان (چالوس) قرار دارد و براساس سرشماری مرکز آمار ایران در سال ۱۳۹۵، جمعیت آن ۲۰۸ نفر (۷۱ خانوار) بوده‌است. مردم مکارود از قومیت طبری هستند. مردم مکارود به زبان طبری با گویش چالوسی سخن می‌گویند.